# Bryodrilus ehlersi
Bryodrilus ehlersi är en ringmaskart som beskrevs av Ude 1892. Bryodrilus ehlersi ingår i släktet Bryodrilus, och familjen småringmaskar. Arten är reproducerande i Sverige.